# قائمة اختراعات واكتشافات حققتها النساء
فيما يلي مقالة بالاختراعات والاكتشافات التي يعود فيها الفضل إلى النساء

## الطب وطب الأطفال والعلوم الصيدلانية
| الرقم | الصورة               | اسم العالم          | الجنسية          | الاختراع                                   | تاريخ الاختراع           | ملاحظات |
| ----- | -------------------- | ------------------- | ---------------- | ------------------------------------------ | ------------------------ | --- |
| 1     |                      | جيرترود ب. إليون    | الولايات المتحدة | تطوير عقار أسكلوفير                        | غير محدد بدقة            | عقار الأسكلوفير هو دواء مضاد للفيروسات يُستخدم لعلاج عدوى فيروس الهربس البسيط، والجديري المائي، والقوباء المنطقية. |
| 2     |                      | تو يوييو            | الصين            | اكتشاف الأرتيميسينين والديهيدروأرتيميسينين | غير محدد بدقة            | الأرتيميسينين والديهيدروأرتيميسينين هما اليوم من العلاجات القياسية لمرض الملاريا. يستخرج الأرتيميسينين من نبات الشيح الحولي، وهي عشبة استخدم في الطب التقليدي الصيني. |
| 3     |                      | جورج هـ. هيتشينغز   | الولايات المتحدة | الأزاثيوبرين                               | 1957                     | الأزاثيوبرين هو دواء مثبط للمناعة يُستخدم في علاج التهاب المفاصل الروماتويدي، ورام حبيبي ويغنري، داء كرون، التهاب القولون التقرحي، وفي زراعة الكلى لمنع الرفض. |
| 3     | جيرترود ب. إليون     |                     | الولايات المتحدة | الأزاثيوبرين                               | 1957                     | الأزاثيوبرين هو دواء مثبط للمناعة يُستخدم في علاج التهاب المفاصل الروماتويدي، ورام حبيبي ويغنري، داء كرون، التهاب القولون التقرحي، وفي زراعة الكلى لمنع الرفض. |
| 4     |                      | فلوسي وونغ-ستال     | الولايات المتحدة | استنساخ فيروس نقص المناعة البشرية          | غير محدد بدقة            | كانت أول عالمة تقوم باستنساخ فيروس نقص المناعة البشرية ورسم خريطته الجينية. |
| 5     |                      | جيرترود ب. إليون    | الولايات المتحدة | تطوير الزيدوفودين                          | غير محدد بدقة            | قدمت مساهمات أساسية في تطوير الزيدوفودين، وهو من أوائل الأدوية المضادة للفيروسات المستخدمة في الوقاية وعلاج مرض الإيدز. |
| 6     |                      | جيرترود ب. إليون    | الولايات المتحدة | اكتشاف الميركابتوبورين                     | غير محدد بدقة            | الميركابتوبورين هو دواء يُستخدم لعلاج السرطان والأمراض المناعية الذاتية، بما في ذلك لوكيميا الأرومة اللمفاوية الحادة، واللوكيميا النخاعية المزمنة، وداء كرون، والتهاب القولون التقرحي. |
| 6     | جورج هـ. هيتشينغز    |                     | الولايات المتحدة | اكتشاف الميركابتوبورين                     | غير محدد بدقة            | الميركابتوبورين هو دواء يُستخدم لعلاج السرطان والأمراض المناعية الذاتية، بما في ذلك لوكيميا الأرومة اللمفاوية الحادة، واللوكيميا النخاعية المزمنة، وداء كرون، والتهاب القولون التقرحي. |
| 7     |                      | جيرترود ب. إليون    | الولايات المتحدة | تطوير البيريميثامين (دارابرِم)              | غير محدد بدقة            | يُباع البيريميثامين تحت اسم دارابرِم، وهو دواء مضاد للطفيليات يُستخدم لعلاج عدة حالات منها التوكسوبلازما والإيزوسبورياز. طورته جيرترود إليون، الحائزة على جائزة نوبل، في البداية كعلاج للملاريا. |
| 8     |                      | كاثرين بيشوب        | الولايات المتحدة | اكتشاف فيتامين إيه                         | غير محدد بدقة            | اكتشفته كاثرين بيشوب وهيربرت ماكلين إيفانز معًا أثناء دراستهما لدورة التكاثر عند الفئران. |
| 8     | هيربرت ماكلين إيفانز |                     | الولايات المتحدة | اكتشاف فيتامين إيه                         | غير محدد بدقة            | اكتشفته كاثرين بيشوب وهيربرت ماكلين إيفانز معًا أثناء دراستهما لدورة التكاثر عند الفئران. |
| 9     |                      | فيرجينيا أبغار      | الولايات المتحدة | مقياس أبغار                                | 1952                     | |
| 10    |                      | مارين دونوفان       | الولايات المتحدة | الحفاضات ذات الاستعمال الواحد              | 1946 (براءة اختراع 1951) | حصلت على براءة اختراع لتصميمها (المسمى "بوترز") عام 1951 بهدف ضمان بقاء حفاضات أطفالها القماشية جافة أثناء نومهم. كما اخترعت أول حفاضات ورقية، لكن التنفيذيين لم يستثمروا في هذه الفكرة، فتم إلغاؤها لأكثر من عشر سنوات، إلى أن استخدمت شركة بروكتر آند جامبل أفكار دونوفان لتطوير حفاضات بامبرز. |
| 11    |                      | فاليري هانتر جوردون | المملكة المتحدة  | تصميم حفاضات (براءة اختراع)                | 1948                     | ابتكرت تصميم حفاضات آخر وحصلت على براءة اختراع له عام 1948. |
| 12    |                      | آن مور              | الولايات المتحدة | حمالات الأطفال سنغلي وويغو                 | ستينيات القرن العشرين    | اخترعت الممرضة آن مور أول حمالات الأطفال "سنغلي" و"ويغو" في ستينيات القرن العشرين. |
| 13    |                      | ليلى أليس دنمارك    | الولايات المتحدة | لقاح السعال الديكي                         | غير محدد بدقة            | تُعزى إلى الطبيبة الأمريكية ليلى أليس دنمارك (1898–2012)، المساهمة في تطوير لقاح السعال الديكي. |

## علم الفلك والفيزياء الفلكية
| الرقم | الصورة | اسم العالم              | الجنسية          | الاختراع                                          | تاريخ الاختراع      | ملاحظات |
| ----- | ------ | ----------------------- | ---------------- | ------------------------------------------------- | ------------------- | --- |
| 1     |        | آني جمب كانون           | الولايات المتحدة | مخطط تصنيف النجوم في هارفارد                      | حتى 1924            | أول تصنيف للنجوم قائم على درجة حرارتها، استخدم في المنشورات حتى عام 1924.                                                             |
| 2     |        | جوسلين بيل بورنيل       | المملكة المتحدة  | النباضات النجمية (البولسارات)                     | 1967                | اكتشفت النجوم النيوترونية التي تدور بسرعة عالية، والمعروفة بالنباضات النجمية.                                                         |
| 3     |        | فيرا روبن               | الولايات المتحدة | مشكلة دوران المجرة                                | السبعينيات          | اكتشفت مشكلة دوران المجرات التي كانت دليلًا رئيسيًا على وجود المادة المظلمة في الكون.                                                   |
| 4     |        | هنريتا سوان ليفيت       | الولايات المتحدة | علاقة لمعان النجوم وفترة تغيرها                   | بداية القرن العشرين | اكتشفت العلاقة بين لمعان النجوم المتغيرة من نوع السيفيد وفترة تغيرها.                                                                 |
| 5     |        | مريام شاديد             | فرنسا- المغرب    | اكتشاف موجات صدمة فائقة السرعة في النجوم المتغيرة | حديث                | كانت أول عالمة فلك تسعى لإنشاء مرصد كبير في القارة القطبية الجنوبية لفهم تطور النجوم عبر استكشافات قطبية.                             |
| 6     |        | روبي فايرولت بايني-سكوت | أستراليا         | علم الفلك الراديوي                                | غير محدد            | رائدة في الفيزياء الإشعاعية والفلك الراديوي، وأول امرأة عالمة فلك راديوي، اكتشفت الانفجارات الراديوية الشمسية من النوع الأول والثالث. |
| 7     |        | سيسيليا باين-جابوشكين   | الولايات المتحدة | تركيب النجوم من الهيدروجين والهيليوم              | 1925                | في رسالتها للدكتوراه، وجدت أن النجوم تتكون أساسًا من الهيدروجين والهيليوم، مؤكدة أن الهيدروجين هو العنصر الأكثر وفرة في الكون.         |
| 8     |        | نعومي ماكلورغريفيث      | الولايات المتحدة | الذراع الخارجي الجديد لمجرة درب التبانة           | 2004                | حددت ذراعًا لولبيًا جديدًا في مجرة درب التبانة باستخدام الفلك الراديوي.                                                                  |

## الفيزياء
| الرقم | الصورة | اسم العالم                              | الجنسية                           | الاختراع                                             | تاريخ الاختراع           | ملاحظات |
| ----- | ------ | --------------------------------------- | --------------------------------- | ---------------------------------------------------- | ------------------------ | --- |
| 1     |        | ماري كوري (ماريا سالومي سكلودوفسكا)     | بولندا/ فرنسا                     | أبحاث الإشعاع، اكتشاف البولونيوم والراديوم           | أواخر القرن 19 وبداية 20 | أول امرأة تحصل على جائزة نوبل، الوحيدة الحاصلة على جائزتي نوبل في مجالين مختلفين، الكيمياء والفيزياء.      |
| 2     |        | فاني غيتس                               | الولايات المتحدة                  | دراسة خصائص الإشعاع مع إرنست رذرفورد                 | أوائل 20 القرن           | أثبتت أن النشاط الإشعاعي ليس نتيجة عمليات كيميائية أو فيزيائية بسيطة، وأن المواد المشعة تختلف نوعيًا وكمياً. |
| 3     |        | تشيان-شونغ وو                           | الصين                             | تأكيد صحة نظرية انحلال بيتا الإشعاعي                 | منتصف 20 القرن           | أول عالمة تؤكد نظرية فيرمي عن انحلال بيتا، وأسقطت نظرية التكافؤ في الفيزياء.                               |
| 4     |        | هارييت بروكس وإرنست رذرفورد             | الولايات المتحدة، المملكة المتحدة | اكتشاف عنصر الرادون                                  | 1901                     | وجدا أدلة على أن الانبعاث من مركبات الثوريوم كان غازًا، بعد مراقبات بيير وماري كوري.                        |
| 5     |        | إميلي دو شاتليه                         | فرنسا                             | إثبات علاقة الطاقة الحركية بالكتلة والسرعة           | القرن 18                 | ترجمت عمل نيوتن وعممت أعمال لايبنيتز، واقترحت قانون حفظ الطاقة الكلية للنظام.                              |
| 6     |        | فيليس س. فراير                          | الولايات المتحدة                  | اكتشاف وجود عناصر أثقل من الهيليوم في الإشعاع الكوني | 1948                     | نشرت الدراسة في مجلة "فيزيكال ريفيو" مع مؤلفين مشاركين.                                                    |
| 7     |        | جيرترود شارف غولدهابر وموريس غولدهابر   | الولايات المتحدة                  | إثبات أن جسيمات بيتا هي إلكترونات                    | أوائل 20 القرن           | أكدا طبيعة جسيمات بيتا كإلكترونات.                                                                         |
| 8     |        | ميليسا فرانكلين وفريق فيرمي لاب         | الولايات المتحدة                  | أدلة على وجود كوارك القمة                            | أواخر 20 القرن           | اكتشاف أدلة أولية على وجود كوارك القمة.                                                                    |
| 9     |        | ماريا جوبيرت ماير                       | ألمانيا- الولايات المتحدة         | اكتشاف الصدفة النووية للنواة الذرية                  | 1963                     | حصلت على جائزة نوبل، رغم عدم توظيفها رسميًا في جامعة.                                                       |
| 10    |        | لين هو                                  | الولايات المتحدة                  | إبطاء وإيقاف شعاع ضوئي باستخدام مكثف بوز-آينشتاين    | 2001                     | أبطأ شعاع ضوئي إلى 17 مترًا في الثانية ثم أوقفه بالكامل.                                                    |
| 11    |        | بيرتا كارليك                            | النمسا                            | اكتشاف عنصر الأستاتين (85)                           | أوائل 20 القرن           | أثبتت أن الأستاتين هو ناتج طبيعي للانحلال الإشعاعي.                                                        |
| 12    |        | هندريكا يوهانا فان ليوفن                | هولندا                            | نظرية بور-فان ليوفن (المغناطيسية كمومية)             | 1919                     | شرحت سبب كون المغناطيسية ظاهرة كمومية، متقدمة على بور بفترة قصيرة.                                         |
| 13    |        | مارغريت بيري                            | فرنسا- الولايات المتحدة           | اكتشاف عنصر الفرانسيوم                               | 1939                     | عزلت العنصر الجديد من عينات اللانثانوم، وسميت العنصر نسبة إلى فرنسا.                                       |
| 14    |        | ليز مايتنر مع أوتو هان وأوتو روبرت فريش | النمسا- السويد، ألمانيا           | اكتشاف الانشطار النووي لليورانيوم                    | 1939                     | اكتشفوا انقسام نواة اليورانيوم، وهو أساس المفاعلات النووية والأسلحة النووية.                               |
| 15    |        | هايدي جو نيوبيرغ                        | الولايات المتحدة                  | اكتشاف بنية مجرة درب التبانة وابتلاعها نجومًا         | حديث                     | أظهرت أن درب التبانة أكبر ولها تموجات أكثر وأنها تلتهم نجومًا من مجرات أصغر.                                |
| 16    |        | دونا ستريكلاند                          | كندا                              | تقنية تكبير نبضة الكيرب                              | 2018                     | حازت على جائزة نوبل لاكتشافها تقنية لخلق أقصر وأشد نبضات الليزر.                                           |
| 17    |        | أورسولا كيلر                            | سويسرا                            | مرآة ممتصة مشبعة لأشباه الموصلات                     | 1992                     | اخترعتها وأثبتتها، تستخدم في مجالات أشباه الموصلات.                                                        |
| 18    |        | إستر كونويل                             | الولايات المتحدة                  | نموذج انتشار شوائب التأين (نظرية كونويل-وايسكوبف)    | 1950                     | قدمت واحدًا من أولى النماذج لانتشار شوائب التأين في المواد.                                                 |

## الكيمياء
| الرقم | الصورة | اسم العالم                           | الجنسية                 | الاختراع                                | تاريخ الاختراع           | ملاحظات                                                                                      |
| ----- | ------ | ------------------------------------ | ----------------------- | --------------------------------------- | ------------------------ | -------------------------------------------------------------------------------------------- |
| 1     |        | إليزابيث فولهام                      | اسكتلندا                | مفهوم التحفيز                           | غير محدد                 | الكيميائية التي اخترعت مفهوم التحفيز.                                                        |
| 2     |        | ستيفاني كولك                         | الولايات المتحدة        | كيفلار (ليف صناعي من نوع بارا-أراميد)   | 1965                     | طورته في شركة دوبونت، وهو ليف صناعي قوي.                                                     |
| 3     |        | ماري كوري                            | بولندا/ فرنسا           | اكتشاف البولونيوم والراديوم             | أواخر 19 وأوائل 20 القرن | اكتشفت العنصرين من خلال دراسات معمقة على طبيعتهما ومركباتهما.                                |
| 4     |        | إيدا نوداك                           | ألمانيا                 | عزل عنصر الرينيوم                       | أوائل 20 القرن           | عزلت الرينيوم مع زوجها، وتنبأ بوجوده مندليف، ورُشحت لجائزة نوبل ثلاث مرات.                    |
| 5     |        | كارول ألونزو                         | الولايات المتحدة        | اكتشاف السيبورغيوم (عنصر كيميائي صناعي) | منتصف 20 القرن           | كانت مشتركة في اكتشاف العنصر ذي العدد الذري 106.                                             |
| 6     |        | باتسي شيرمان وصموئيل سميث            | الولايات المتحدة        | سكوتشجارد (مادة مقاومة للبقع والماء)    | غير محدد                 | اخترعاه أثناء العمل في شركة 3M، مادة تدوم طويلاً.                                             |
| 7     |        | كاثرين بور بلودجيت وإيرفينغ لانجموير | الولايات المتحدة        | تقنية فيلم لانجموير-بلودجيت             | غير محدد                 | تعتمد على غمر ركيزة في محلول لترسيب طبقة أحادية من الجزيئات، وتأثرت بأعمال أجنس بوكيلز.      |
| 8     |        | إديث ف. فلانيجن                      | الولايات المتحدة        | زيو لايت Y (منخل جزيئي لتحفيز التقطير)  | غير محدد                 | اخترعته أثناء عملها في شركة يونيون كاربايد، وأول امرأة تحصل على ميدالية بيركين عام 1992.     |
| 9     |        | إيرين جولييه-كوري                    | فرنسا- الولايات المتحدة | الكيمياء النووية الصناعية               | 1935                     | حصلت على نوبل عن تخليق عناصر مشعة جديدة للتطبيقات الطبية، تقاسمتها مع زوجها.                 |
| 10    |        | كاثلين لونزديل                       | المملكة المتحدة         | بنية البنزين المستوية                   | غير محدد                 | حددتها باستخدام البلورة بالأشعة السينية، وكانت من أول امرأتين في الجمعية الملكية.            |
| 11    |        | دوروثي هودجكين                       | المملكة المتحدة         | بنية فيتامين ب12                        | غير محدد                 | حددت التركيب الكيميائي باستخدام بيانات التبلور بالأشعة السينية، وحصلت على جائزة نوبل.        |
| 12    |        | براتيبا جاي                          | الهند                   | المجهر الإلكتروني البيئي عالي الدقة     | 2009                     | أنشأته لرؤية التفاعلات الكيميائية على المستوى الذري، ولم تسجل براءة اختراع لدعم العلم.       |
| 13    |        | ديبيكا كوروب                         | الولايات المتحدة        | التحفيز الضوئي                          | 2015                     | اخترعت مادة ضوئية تزيل 100% من بكتيريا القولون البرازية في المياه الملوثة، وحصلت على جوائز.  |
| 14    |        | أجنس بوكيلز                          | المملكة المتحدة         | كيمياء السطح وحوض بوكيلز                | أوائل 20 القرن           | طورت مجال كيمياء السطح من مطبخها، نشرت أوراقًا مهمة واحتفى بها كبار العلماء.                  |
| 15    |        | سيبيل روك                            | الولايات المتحدة        | مطيافية الكتلة                          | غير محدد                 | طورت تقنيات رياضية لتحليل نتائج مطياف الكتلة وصممت إجراءات تحليل الخلائط.                    |
| 16    |        | أونيس نيوتن فوت                      | الولايات المتحدة        | ربط ثاني أكسيد الكربون بتغير المناخ     | 1856                     | أول عالمة تربط بين زيادة ثاني أكسيد الكربون واحتباس الحرارة، قدمت نتائجها عن طريق البروفسور. |
| 17    |        | كارولين بيرتوزي                      | الولايات المتحدة        | الكيمياء البيوأرثوغونالية               | 2003                     | صاغت المصطلح الذي مكّن دراسة الجزيئات الحيوية مثل الجليكانات والبروتينات والليبيدات.          |

## علم طبقات الأرض (الجيولوجيا)
| الرقم | الصورة | اسم العالم   | الجنسية  | الاختراع                           | تاريخ الاختراع | ملاحظات                                                                                             |
| ----- | ------ | ------------ | -------- | ---------------------------------- | -------------- | --------------------------------------------------------------------------------------------------- |
| 1     |        | إنجي ليهمان  | الدنمارك | النواة الداخلية للأرض              | 1936           | من خلال دراستها للموجات الزلزالية استنتجت وجود نواة داخلية صلبة ونواة خارجية منصهرة للأرض.          |
| 2     |        | روزالي لوبيز | البرازيل | توثيق جميع البراكين على كوكب الأرض | 2005           | كتبت كتاب "دليل مغامرات البراكين" الذي يوثق جميع البراكين على الأرض ويشرح أنواعها وسلوكها ومخاطرها. |

## الابتكارات المنزلية
| الرقم | الصورة | اسم العالم                 | الجنسية                                                    | الاختراع                       | تاريخ الاختراع | ملاحظات |
| ----- | ------ | -------------------------- | ---------------------------------------------------------- | ------------------------------ | -------------- | --- |
| 1     |        | مارجريت نايت               | الولايات المتحدة                                           | كيس الورق ذي القاعدة المربعة   | 1868           | اخترعت آلة لطي ولصق أكياس الورق البني ذات القاعدة المسطحة، وحصلت على 87 براءة اختراع تشمل أدوات متعددة.        |
| 2     |        | جوزفين كوكرين              | الولايات المتحدة                                           | غسالة الصحون                   | 1887           | طورت أول غسالة صحون ناجحة تجاريًا بالتعاون مع الميكانيكي جورج بوترز.                                            |
| 3     |        | سارة بون                   | الولايات المتحدة                                           | لوح الكي المحسن                | 1892           | حصلت على براءة اختراع لتحسينات في لوح الكي، مما سمح بجودة أفضل في كي أكمام القمصان.                            |
| 4     |        | أليس باركر                 | الولايات المتحدة                                           | التدفئة المركزية               | 1919           | اخترعت نظام تدفئة مركزية يعمل بالغاز، وكان تصميمها الأولي لم يُبنَ، لكنه ألهم أنظمة التدفئة المركزية المستقبلية. |
| 5     |        | برانوتي ناجاركار-إسراني    | الهند                                                      | آلة تحضير الروتي الأوتوماتيكية | 2008           | اخترعت روبوتًا للمطبخ يصنع الروتي والتورتيلا وقشرة البيتزا والبوري في أقل من دقيقة، ويستخدم الذكاء الاصطناعي.   |
| 6     |        | بيت نيسميث غراهام          | الولايات المتحدة                                           | سائل التصحيح                   | 1956           | مؤسسة شركة "ليكويد بيبر"، اخترعت أحد أوائل أشكال سائل التصحيح.                                                 |
| 7     |        | ماريا تيلكس وإلينور ريموند | المجر/ الولايات المتحدة (تيلكس)، الولايات المتحدة (ريموند) | تدفئة منزل بالطاقة الشمسية     | 1947           | ابتكرتا "بيت دوفر الشمسي"، أول منزل يعمل بالطاقة الشمسية.                                                      |
| 8     |        | روث ر. بينيريتو            | الولايات المتحدة                                           | ألياف مقاومة للتجاعيد          | غير محدد       | اخترعت أليافًا مقاومة للتجاعيد، اعتُبر هذا الاختراع منقذًا لصناعة القطن.                                          |

## مواد التجميل
| الرقم | الصورة | اسم العالم | الجنسية          | الاختراع     | تاريخ الاختراع | ملاحظات |
| ----- | ------ | ---------- | ---------------- | ------------ | -------------- | --- |
| 1     |        | آني مالون  | الولايات المتحدة | المشط الساخن | غير محدد       | المشط الساخن اخترع في فرنسا لتنعيم الشعر الخشن والمجعد، آني مالون حصلت على براءة الاختراع، وتوسعت أسنانه لاحقًا بواسطة متدربتها مدام سي. جي. ووكر. |

## ملحقات المركبات
| الرقم | الصورة | اسم العالم           | الجنسية          | الاختراع                     | تاريخ الاختراع | ملاحظات |
| ----- | ------ | -------------------- | ---------------- | ---------------------------- | -------------- | --- |
| 10    |        | ماري أندرسون         | الولايات المتحدة | مسّاحة الزجاج الأمامي للسيارة | 1903           | اخترعت أول مسّاحة زجاج أمامي عملية، كما سجل مخترعان آخران براءات اختراع لأجهزة تنظيف الزجاج الأمامي في نفس العام.                               |
| 11    |        | مارغريت إيه. ويلكوكس | الولايات المتحدة | مدفأة السيارة                | 1893           | طورت مدفأة سيارة توجه الهواء الساخن من فوق المحرك لتدفئة أقدام السائقين في القرن التاسع عشر، كما اخترعت جهازًا يجمع بين غسالة الملابس والأطباق. |
| 12    |        | إلدارادو جونز        | الولايات المتحدة | كواتم صوت الطائرات           | 1919           | اخترع عدة أشياء منها مكواة كهربائية خفيفة الوزن، وطاولة كي صغيرة مناسبة للسفر، وكواتم صوت للطائرات.                                            |
| 13    |        | سارة ماذر            | الولايات المتحدة | التلسكوب تحت الماء           | 1845           | اخترعت تلسكوبًا يسمح بفحص أعماق المحيط من سطح السفن، مع تحسينات في 1864 لكشف السفن الحربية تحت الماء.                                           |

## الحوسبة
| الرقم | الصورة | اسم العالم                                 | الجنسية          | الاختراع                | تاريخ الاختراع              | ملاحظات |
| ----- | ------ | ------------------------------------------ | ---------------- | ----------------------- | --------------------------- | --- |
| 1     |        | أدا لوفلايس                                | المملكة المتحدة  | أول برنامج حاسوبي مكتوب | 1842-1843                   | ترجمت مذكرة لويجي مينابريا وكتبت ملاحظة "G" التي فسرت طريقة حساب أعداد برنولي باستخدام المحرك التحليلي، ويعتبرها البعض أول برنامج حاسوبي مكتوب. |
| 2     |        | غريس هوبر                                  | الولايات المتحدة | أداة مجمّع ولغة COBOL    | 1952 (المجمّع)، 1959 (COBOL) | كانت من أوائل من كتبوا أداة مجمّع للغة A-0، وساهمت في تطوير لغات برمجة مستقلة عن الأجهزة مما أدى إلى لغة COBOL.                                  |
| 3     |        | كاثلين بوث                                 | المملكة المتحدة  | لغة التجميع ARC         | 1950                        | اخترعت لغة تجميع ARC. |
| 4     |        | كاتيرينا يوشينكو                           | أوكرانيا         | لغة Address             | 1955                        | اخترعت لغة Address. |
| 5     |        | جين ساميت                                  | الولايات المتحدة | لغة FORMAC              | 1962                        | اخترعت لغة FORMAC. |
| 6     |        | سينثيا سولومون وفريقها                     | الولايات المتحدة | لغة Logo                | 1967                        | اخترعت لغة Logo مع فريقها. |
| 7     |        | باربرا ليسكوف                              | الولايات المتحدة | لغة CLU                 | 1974                        | اخترعت لغة CLU. |
| 8     |        | أديل جولدبرغ، ديانا ميري وفريق زيروكس بارك | الولايات المتحدة | لغة Smalltalk           | 1980                        | شاركوا في تطوير لغة Smalltalk في زيروكس بارك.                                                                                                   |
| 9     |        | صوفي ويلسون                                | المملكة المتحدة  | لغة BBC BASIC           | 1981                        | اخترعت لغة BBC BASIC. |
| 10    |        | كريستين بولين-مورينغ وفريق المختبر         | فرنسا            | لغة Coq                 | 1991                        | شاركت في تطوير لغة Coq مع فريق المختبر. |

## الرياضيات
| الرقم | الصورة | اسم العالم                 | الجنسية          | الاختراع                                             | تاريخ الاختراع               | ملاحظات                                                                |
| ----- | ------ | -------------------------- | ---------------- | ---------------------------------------------------- | ---------------------------- | ---------------------------------------------------------------------- |
| 1     |        | إنغريد دوبشي               | بلجيكا           | مويجات دوبشي، مويجة كوهين–دوبشي–فو                   | غير محدد                     | أداتان مهمتان في ضغط الصور.                                            |
| 2     |        | كارولين س. جوردون وزملاؤها | الولايات المتحدة | إثبات أن شكل الطبل لا يمكن سماعه من صوته             | 1992                         | بناء زوج من المناطق ذات نفس طيف الترددات لكن بأشكال مختلفة.            |
| 3     |        | صوفيا كوفالفسكايا          | روسيا            | نظرية كوشي–كوفالفسكايا                               | 1875                         | إثبات وجود وتفرد الحلول المحلية للمعادلات التفاضلية الجزئية التحليلية. |
| 4     |        | صوفيا كوفالفسكايا          | روسيا            | طاحونة كوفالفسكايا                                   | غير محدد                     | حالة خاصة لجسم صلب يدور تحت تأثير الجاذبية قابلة للحل التحليلي.        |
| 5     |        | فيرا ن. كوبلانوفسكايا      | روسيا            | خوارزمية QR                                          | أواخر خمسينيات القرن العشرين | خوارزمية لحساب القيم والمتجهات الذاتية للمصفوفة باستخدام تفكيك QR.     |
| 6     |        | أولغا لاديزينسكايا         | روسيا            | براهين لتقارب طريقة الفرق المحدود لمعادل نافير–ستوكس | خمسينيات القرن العشرين       | مرشحة لميدالية فيلدز عام 1958.                                         |
| 7     |        | روث لورانس                 | الولايات المتحدة | مجموعات الضفيرة خطية                                 | 1990                         | تمثيلات خطية جديدة لمجموعات الضفيرة تعرف بتمثيل لورانس-كرامر.          |
| 8     |        | روزا بيتر                  | المجر            | نظرية العودية                                        | ثلاثينيات القرن العشرين      | مؤسسة نظرية العودية في علوم الحاسوب والمنطق الرياضي.                   |
| 9     |        | يوري ماتياسييفيتش          | روسيا            | حل المسألة العاشرة لهيلبرت                           | 1970                         | إثبات عدم وجود خوارزمية عامة لحل المعادلات الديوفانتينية.              |
| 10    |        | كيرستين سميث               | الدنمارك         | التصاميم المثلى في التجارب الإحصائية                 | غير محدد                     | أسست مجال التصاميم المثلى لتحقيق أفضلية إحصائية.                       |
| 11    |        | فيرا ت. سوس وفريق          | المجر            | نظرية الفجوة الثلاثية                                | خمسينيات القرن العشرين       | تطبيقات في نمو النباتات، ضبط الموسيقى، ونظرية الكلمات.                 |
| 12    |        | إمي نوتر                   | ألمانيا          | نظرية نوتر (لممة تطبيع نوتر)                         | 1915-1918                    | ربط التماثلات الفيزيائية بقوانين الحفظ.                                |
| 13    |        | إمي نوتر                   | ألمانيا          | نظرية التشابه (نوتر الثانية)                         | 1927                         | نظريات في الجبر المجرد عن الحلقات والكائنات الجبرية.                   |
| 14    |        | إمي نوتر وإيمانويل لاسكر   | ألمانيا          | نظرية لاسكر-نوتر                                     | 1921                         | تفكيك المثالي في الحلقات النوترية إلى تقاطعات مثالية أولية.            |
| 15    |        | إمي نوتر وفريق             | ألمانيا          | نظرية ألبرت-براوير-هاسه-نوتر                         | ثلاثينيات القرن العشرين      | مبدأ محلي-عالمي في نظرية الأعداد.                                      |
| 16    |        | مريم ميرزاخاني             | إيران            | تدفق الزلزال على فضاء تيشملر إرجودي                  | عقد 2010                     | أثبتت فرضية التدفق الإرجودي، وحصلت على ميدالية فيلدز.                  |

## الاتصالات اللاسلكية
| الرقم | الصورة | اسم العالم | الجنسية                  | الاختراع                                                                     | تاريخ الاختراع               | ملاحظات |
| ----- | ------ | ---------- | ------------------------ | ---------------------------------------------------------------------------- | ---------------------------- | --- |
| 1     |        | هيدي لامار | النمسا/ الولايات المتحدة | جهاز التوجيه الراديوي للطوربيدات باستخدام تقنية الطيف المنتشر والقفز الترددي | أثناء الحرب العالمية الثانية | تعاونت مع جورج أنثال لتطوير نظام توجيه راديوي للطوربيدات، أُدمجت مبادئه لاحقًا في تقنيات الواي فاي والبلوتوث والـCDMA |

## الأغذية وأدوات إعداد الطعام
| الرقم | الصورة | اسم العالم        | الجنسية          | الاختراع                                 | تاريخ الاختراع | ملاحظات |
| ----- | ------ | ----------------- | ---------------- | ---------------------------------------- | -------------- | ------- |
| 18    |        | روث جريفز ويكفيلد | الولايات المتحدة | بسكويت رقائق الشوكولاتة                  | 1938           |         |
| 19    |        | كارميلا فيتالي    | الولايات المتحدة | منقذ البيتزا                             | 1985           |         |
| 20    |        | مارلين ريكيتس     | الولايات المتحدة | آيس كريم بنكهة النعناع ورقائق الشوكولاتة | 1973           |         |

## علم الأحياء
| الرقم | الصورة | اسم العالم                | الجنسية          | الاختراع                                   | تاريخ الاختراع      | ملاحظات                                                 |
| ----- | ------ | ------------------------- | ---------------- | ------------------------------------------ | ------------------- | ------------------------------------------------------- |
| 1     |        | روزاليند فرانكلين         | المملكة المتحدة  | بنية الحمض النووي الريبوزي منقوص الأوكسجين | 1951                | استخدام حيود الأشعة السينية وتصوير جزيء الحمض النووي    |
| 2     |        | نِتي ماريا ستيفنز          | الولايات المتحدة | الكروموسومات الجنسية                       | أوائل القرن العشرين | اكتشاف الكروموسومات التي تحدد الجنس                     |
| 3     |        | غيرتي كوري                | الولايات المتحدة | دورة كوري (دورة حمض اللاكتيك)              | عقد 1920            | مع كارل فرديناند كوري                                   |
| 4     |        | روزالين سوسمان يالو       | الولايات المتحدة | التحليل المناعي الإشعاعي                   | منتصف القرن العشرين | قياس تركيز المواد الحيوية باستخدام جزيئات مشعة          |
| 5     |        | باربرا مكلينتوك           | الولايات المتحدة | العناصر القافزة (الترانسبوزونات)           | 1948                | عناصر DNA متنقلة تؤثر في الجينوم                        |
| 6     |        | ريتا ليفي-مونتالشيني      | الولايات المتحدة | عامل نمو الأعصاب                           | 1986                | حازت على جائزة نوبل في الطب أو علم وظائف الأعضاء        |
| 7     |        | كريستيانه نوسلاين-فولهارد | ألمانيا          | جينات الفجوة                               | عقد 1980            | بالتعاون مع إريك فيشهاوس، تنظيم نمو ذبابة الفاكهة       |
| 8     |        | إليزابيث بلاكبيرن         | الولايات المتحدة | إنزيم التيلوميراز                          | 1984-1985           | بالمشاركة مع كارول غرايدر وجاك زوستاك                   |
| 9     |        | ماي-بريت موسر             | النرويج          | خلايا الشبكة                               | 2005                | بالتعاون مع إدفارد موسر، خلايا مسؤولة عن الملاحة        |
| 10    |        | جينيفر دودنا              | الولايات المتحدة | تقنية كريسبر-كاس9 للتعديل الجيني           | 2012                | بالتعاون مع إيمانويل شاربنتييه، تعديل دقيق للحمض النووي |

## علم النفس
| الرقم | الصورة | اسم العالم          | الجنسية          | الاختراع                         | تاريخ الاختراع          | ملاحظات                                                                          |
| ----- | ------ | ------------------- | ---------------- | -------------------------------- | ----------------------- | -------------------------------------------------------------------------------- |
| 31    |        | مارشا لينيهان       | الولايات المتحدة | العلاج السلوكي الجدلي            | ثمانينيات القرن العشرين | علاج نفسي لاضطرابات الشخصية والنزعة الانتحارية، مستند إلى مفاهيم الفلسفة البوذية |
| 32    |        | كاثرين كوك بريغز    | الولايات المتحدة | مؤشر مايرز–بريغز للأنماط النفسية | منتصف القرن العشرين     | بالتعاون مع ابنتها إيزابيل بريغز مايرز، اختبار نفسي ذاتي يحدد 16 نمطًا نفسيًا      |
| 33    |        | إيزابيل بريغز مايرز | الولايات المتحدة | مؤشر مايرز–بريغز للأنماط النفسية | منتصف القرن العشرين     | بالتعاون مع والدتها كاثرين كوك بريغز                                             |